# Mapa przeglądowa lasu
Mapy przeglądowe w skali 1:25 000. Matryca mapy przeglądowej opracowana jest na podstawie mapy gospodarczej, mapy topograficznej w skali 1:25 000, uzupełniona jest treścią z opisów taksacyjnych.
Zawiera między innymi: kierunek północy, opis gruntów przyległych, numery znaków granicznych w miejscach charakterystycznych, nazwy poszczególnych kompleksów, szczegóły sytuacji wewnętrznej na mapie gospodarczej, ważniejsze szczegóły sytuacji zewnętrznej, numery oddziałów i oznaczenia pododdziałów oraz wyciągi z opisów taksacyjnych, wykaz znaków i kolorów, mapę sytuacji w skali 1:100 000.
Na bazie matrycy mapy przeglądowej sporządza się szereg map tematycznych dla nadleśnictwa:
- mapy przeglądowe drzewostanów,
- mapy przeglądowe cięć i powierzchni niezalesionych,
- mapy przeglądowe siedlisk,
- mapy ochrony lasu,
- mapy ochrony przeciwpożarowej,
- mapy zagospodarowania turystycznego,
- mapy projektu sieci dróg, melioracji wodnej, zabudowy potoków i budownictwa ogólnego.